# David Bradbury
David Bradbury (* 7. Mai 1951 in Sydney, Australien) ist ein australischer Filmemacher.

## Leben
David Bradbury studierte Politik- und Geschichtswissenschaften an der Australian National University und schloss sein Studium mit einem Bachelor ab. Seine Karriere begann er als Radiojournalist bei der Australian Broadcasting Corporation (ABC). Er begann sich schnell einen Namen als freier Journalist zu machen und berichtete unter anderem über die Nelkenrevolution in Portugal sowie über das Ende der Militärjunta in Griechenland und die Islamische Revolution im Iran.
Als Investigativjournalist schlich er sich in die Grenzregion von Papua-Neuguinea und Westneuguinea, wo er mit einer Super-8-Kamera Aufnahmen erstellte und erstmals ein Interview mit einem Mitglied der Organisasi Papua Merdeka führte. 1980 erschien sein erster Film Frontline, ein Porträt über den britischen Kameramann Neil Davis. Für diesen erhielt er seine erste Oscar-Nominierung.
Im gleichen Jahr erschien auch Public Enemy Number One über den Journalisten Wilfred Burchett, der als erster westlicher Reporter das Gebiet um Hiroshima betrat. Auf Empfehlung von Graham Greene drehte er seinen nächsten Film in Nicaragua. Der Film Nicaragua: No Pasaran handelt vor allem von Tomas Borge, dem Führer der Sandinistas.
Für Chile: Hasta Cuando? erhielt er 1987 seine zweite Oscar-Nominierung. 1987 erschien South of the Border, ein Film über die Graswurzelbewegung in Zentralamerika.1988 folgte State of Shock, ein Film über den Aborigine Alwyn Peters, der in betrunkenem Zustand seine Freundin tötete. Der Film zeigt die Entfremdung des Mannes von seiner Kultur und die Machenschaften der Firma, die das Land von seiner Familie wegnahm und ihn in Armut zurückließ.
1990 folgte Polska, der einen Querschnitt der polnischen Geschichte von Auschwitz bis zum Zusammenbruch der Sowjetunionanhand den Erinnerungen der polnischen Journalistin Beata Ligmann aus Danzig bietet. 1992 arbeitete Bradbury mit Midnight-Oil-Sänger Peter Garrett zusammen. Die beiden drehten den Film Shoalwater: Up for Grabs über die Machenschaften der Sandminen-Firmen, die die Wildnis in der Nähe von Cooktown bedrohten. Nur drei Wochen nach Ausstrahlung stellte Premierminister  Paul Keating die Gegend unter besonderen Schutz.
1993 erschien Nazi Supergrass. Für die Dokumentation recherchierte Bradbury in der australischen Neonazi-Terrorgruppe Australian Nationalist Movement. 1994 folgte The Last Whale über die Bestrebungen Japans, die Schutzzone für Wale in der Antarktis aufzuheben. Olivia Newton-John unterstützte die Dokumentation. The Battle for Byron beschäftigte sich mit der alternativen Szene in Byron Bay Shire. 1997 drehte er Loggerheads, der Film setzte sich mit Baumbesetzern auseinander. Mit dem Film Jabiluka gelang es ihm die Schließung einer Uranium-Mine im Kakadu-Nationalpark zu erreichen.
2000 erschien Wamsley’s War, der von dem kontroversen Umweltschützer John Wamsley handelt. 2003 folgte der Film Fond Memories of Cuba, der von dem Sozialisten und Multimillionär Jim Mitsos finanziert wurde. Für diesen bereits Bradbury Kuba, doch die Bilder, die er mitbrachte, waren nicht das, was sich Mitsos erhofft hatte.
2005 erschien Blowin in the Wind, der von Plänen des US-amerikanischen Militärs berichtete, Waffen mit Uran anzureichern. Für Raul the Terrible, eine Dokumentation über den argentinischen Aktivisten Raul Castells gewann er den AFI Award (heute: AACTA Award).

## Filmografie
- 1979: Front Line
- 1981: Public Enemy Number One
- 1982: Midnight Oil: Armistice Day
- 1984: Nicaragua: No parasan
- 1986: Chile: Hasta Cuando?
- 1993: Nazi Supergrass
- 2002: Fond Memories of Cuba
- 2006: Raul the Terrible
- 2007: A Hard Rain
- 2009: My Asian Heart
- 2010: Going Vertical: The Shortboard Revolution
- 2010: When the Dust Settles
- 2011: On Borrowed Time
- 2015: The Crater: A True Vietnam War Story
- 2016: War on Trial